# Hajrá Fradi
„Hajrá Fradi“ je maďarská pochodová skladba z roku 1948, která je hymnou fotbalového klubu Ferencvárosi TC. Skladba vyšla s podtitulem „Fradi induló“ (česky „Pochod Fradi“). Skladbu složil romský kapelník a hudební skladatel Mihály Sallay pocházející z Tapolce. Skladba v budoucnu vyšla v mnoha provedeních jako např. v orchestrální verzi maďarského skladatele filmové hudby Jánose Gyulai-Gaála z roku 1967.

## Souvislosti vzniku
Skladba byla složena v roce 1948 jako takzvaný sportovní pochod Mihálym Szallayem. Ten se v roce 1945 jako Rom vrátil do Budapešti poté, co padl režim proněmecké vlády národní jednoty Ference Szálasiho. Píseň byla představena v sezóně 1948/1949, ve které Ferencvárosi TC získal maďarský mistrovský titul. S Ferencvárosským sportovním klubem je spojena řada skladeb. První historickou písní spojenou s celým klubem FTC, ne pouze s jeho fotbalovou částí byla skladba „Mi ferencvárosiak vagyunk“ (česky „Jsme z Férencvárose“) z roku 1900, která se však nedochovala. Další známou písní je „Nagy volt az FTC, nagy lesz az FTC“.

## Slova
Hajrá Fradi, hajrá Fradi
hajrá fiúk, mert fő a győzelem!
Száz kisleány egy gólra vár
Száz csókot ád majd a győztes meccs után!
Hajrá Fradi, hajrá Fradi
Hajrá fiúk csak tovább
És süvít a labda
A hálóba varrva
Hajrá, hajrá, csim-bum gól.
Fradi a színed zöld-fehér, sok dicsőt mesél
Tizenegy bátor sportoló, úgy száguld mint a szél
Sok-sok ezer szurkoló, győzelmet remél
Fradi ma újra győzni kell ez legyen a cél!